# Deputati dell'Assemblea costituente della Repubblica Romana
I deputati dell'Assemblea costituente della Repubblica Romana furono eletti il 21 gennaio 1849; il 18 febbraio ebbero luogo le elezioni suppletive, convocate per raggiungere il numero dei deputati all'Assemblea sia gli eletti che non accettarono l'elezione.
Era la prima volta che si teneva un'elezione a suffragio universale maschile: avevano diritto di voto tutti i maschi che avevano compiuto 21 anni. Ogni votante disponeva di 4 preferenze. I votanti furono circa il 10% della popolazione (250 000 votanti), pari ad un terzo degli aventi diritto. Di fatto, questa fu la consultazione più ampia mai tenutasi in Italia fino al quel momento.
Il 28 gennaio vengono comunicati i risultati. Sono eletti 179 deputati su 200. Per seggi rimasti vacanti (21) sono indette elezioni suppletive per il 18 febbraio seguente.
L'Assemblea risultò composta in misura preminente dagli esponenti degli orientamenti liberali più moderati e riformisti; la maggior parte di essi erano di provenienza dello Stato Pontificio (in particolare 65 erano emiliani e romagnoli; 50 marchigiani, 32 laziali, 25 umbri) e 7 non pontifici (fra i quali Giuseppe Mazzini e Giuseppe Garibaldi).

## Lista
1. G. Filippo Accursi (Collegio di Perugia)
2. Michele Accursi (elezioni suppletive Collegio di Roma) eletto il 18 febbraio[1] e confermato dall'Assemblea il 27 febbraio
3. Cesare Agostini (Collegio della Comarca)
4. Massimino Allè (Collegio di Macerata)
5. Ernesto Allocatelli (Collegio di Forlì)
6. Filippo Amadori (Collegio di Forlì); fu eletto nelle elezioni suppletive, in seguito alla opzione di Beltrami e Fusconi di scegliere altro Collegio; fu confermato deputato dall'Assemblea il 18 marzo 1849)
7. Salvatore Anau (Collegio di Ferrara)
8. dott. Rinaldo Andreini (Collegio di Bologna)
9. Ludovico Angeli (Collegio di Ravenna)
10. Alessandro Angelini (Collegio di Frosinone)
11. Orazio Antinori (elezioni suppletive Collegio di Roma) confermato dall'Assemblea il 27 febbraio
12. Carlo Arduini (elezioni suppletive Collegio di Roma) confermato dall'Assemblea il 27 febbraio
13. Carlo Armellini (Collegio della Comarca)
14. Virginio Armellini figlio di Carlo (Collegio della Comarca)
15. Rodolfo Audinot (Collegio di Bologna)
16. Gaetano Bagni (Collegio di Ferrara)
17. Guglielmo Baldi (Collegio di Ancona)
18. Germano Baldini (Collegio di Viterbo)
19. Panfilo Ballanti (Collegio di Camerino)
20. Giuseppe prof. Barilli (Collegio di Bologna) conosciuto soprattutto con lo pseudonimo di Quirico Filopanti
21. Luigi o Giuseppe Bartolucci (Collegio di Urbino e Pesaro)
22. Francesco Battistoni o Battistini (Collegio di Rieti-Poggio Mirteto)
23. Pietro Beltrami (Collegio di Forlì e Collegio di Ferrara) optò per quest'ultima provincia e il suo sostituto a Forlì fu confermato dall'Assemblea nella seduta del 18 marzo 1849.
24. Francesco Benaducci (Collegio di Perugia)
25. Mattia Bernabei (Collegio di Urbino e Pesaro)
26. Cesare Beretta o Berretta (Collegio di Ancona)
27. Lodovico avv. Berti (Collegio di Bologna)
28. Carlo Berti Pichat  (Collegio di Bologna)
29. Giacomo Bertoni (Collegio di Ravenna)
30. Carlo col. Bignami (Collegio di Bologna)
31. Carlo Luciano Bonaparte principe di Canino (Collegio di Roma e Collegio di Viterbo)
32. Federico Bosi (Collegio di Macerata)
33. Gaetano Bosi
34. Andrea Bovi (Collegio di Bologna)
35. Alessandro dott. Brentazzoli (Collegio di Bologna)
36. Giuseppe Bufalini (Collegio di Perugia)
37. Enrico Calai rassegna le sue dimissioni da deputato e il 22 febbraio 1849 l'Assemblea le accoglie
38. magg. Alessandro Calandrelli (Collegio di Roma)
39. Lodovico Caldesi (Collegio di Ravenna)
40. Vincenzo Caldesi  (Collegio di Ravenna)
41. Filippo Camerata (Collegio di Ancona)
42. Pompeo Campello conte della Spina (Collegio di Roma, Collegio della Comarca e Collegio di Spoleto)
43. Giuseppe Cannonieri (Collegio di Roma) la sua elezione è convalidata dall'Assemblea del 27 marzo 1849
44. Antonio Cansacchi (Collegio di Spoleto)
45. Girolamo Caporioni  (Collegio di Spoleto)
46. Niccola Carcani nella seduta dell'Assemblea del 15 marzo negò la elezione a deputati della Costituente italiana ai 60 che furono eletti con maggiori voti alla Costituente romana.
47. Luigi Caroli (Collegio di Ferrara)
48. Leone Carpi  (Collegio di Bologna)
49. Cesare Cartoni  (Collegio di Perugia)
50. Ulisse avv. Casarini (Collegio di Bologna)
51. Giovanni Castellani
52. Giovanni Castelletti
53. Antonio Castelli da Loreto
54. Giulio Castiglioni (Collegio di Macerata) rinunciò appena eletto
55. Andrea Cattabeni  (Collegio di Urbino e Pesaro)
56. Vincenzo Cattabeni, figlio del precedente (Collegio di Urbino e Pesaro)
57. Giovanni Cavalieri Ducati (Collegio di Ferrara)
58. Giuseppe Cenni (Collegio di Macerata)
59. Enrico Cernuschi di Milano (elezioni suppletive Collegio di Roma) fu confermato dall'Assemblea il 27 febbraio
60. Torello Cerquetti (Collegio di Macerata)
61. Zenocrate Cesari  (Collegio di Ancona) si dimise da deputato e il 13 marzo l'Assemblea invitò la Provincia a convocare il Collegio elettorale
62. Tommaso Ciani (Collegio di Ancona)
63. Alessandro Cicognani  nella seduta dell'Assemblea del 15 marzo negò la elezione a deputati della Costituente italiana ai 60 che furono eletti con maggiori voti alla Costituente romana.
64. Luigi Coccanari di anni 29 (Collegio della Comarca)
65. Giuseppe Cocchi nella seduta dell'Assemblea del 15 marzo approvò la elezione a deputati della Costituente italiana ai 60 che furono eletti con maggiori voti alla Costituente romana.
66. Ottavio Coletti (Collegio di Spoleto)
67. Primo dott. Collina (Collegio di Bologna)
68. Antonio Colocci (Collegio di Ancona)
69. Curzio Corboli (Collegio di Urbino e Pesaro) si dimette il 13 febbraio e le sue dimissioni sono accolte il 14 febbraio seguente
70. Giovanni Costabili (Collegio di Ferrara)
71. Francesco dott. Cristofori (Collegio di Bologna)
72. Francesco Dall'Ongaro (elezioni suppletive Collegio di Roma) confermato dall'Assemblea il 27 febbraio
73. Filippo De Boni (Collegio di Roma) inviato come ambasciatore in Svizzera.
74. Agatone avv. De Luca Tronchet (Collegio di Orvieto) rinuncia accettata dall'Assemblea il 10.2.1849
75. Pasquale avv. prof. De Rossi (Collegio di Roma) si dimette il 13 febbraio e le sue dimissioni sono accolte il 14 febbraio seguente
76. Cristoforo De Simone (Collegio di Velletri)
77. Domenico Diamanti (Collegio di Frosinone)
78. Alessandro Donati (Collegio di Urbino e Pesaro)
79. Giovanni dott. Ercolani (Collegio di Bologna)
80. Ariodante Fabretti   (Collegio di Perugia)
81. Attilio Faella (Collegio di Ravenna)
82. Giulio Farricelli  (Collegio di Camerino)
83. Leonardo Fasci  (Collegio di Velletri) ripetentemente e a lungo assente per aver assunto la Presidenza della Commissione municipale di Sezze.
84. Marcello Ferrajoli  (Collegio di Viterbo)
85. Andrea Ferrari  (Collegio di Forlì)
86. Luigi Fantini (Collegio di Perugia)
87. Enrico Floridi   (Collegio di Viterbo)
88. Marino Froncini  (Collegio di Urbino e Pesaro)
89. avv. Giuseppe Gabussi   (Collegio di Civitavecchia e Collegio di Roma)
90. Guglielmo Gajani di anni 29 (Collegio di Forlì)
91. Federico Galeotti   (Collegio di Perugia e Collegio della Comarca)
92. Giuseppe gen. Galletti (Collegio di Roma e Collegio della Comarca)
93. Giuseppe avv. Galletti (Collegio di Bologna)
94. gen. Giuseppe Garibaldi (Collegio di Macerata)
95. Patrizio Gennari  (Collegio di Fermo)
96. Achille Gennarelli
97. Silvestro Gherardi  (Collegio di Ferrara)
98. Alfonso avv. Giacomelli  (Collegio di Bologna), rassegna le sue dimissioni da deputato e il 22 febbraio 1849 l'Assemblea le accoglie
99. Rinaldo Giannelli  (Collegio di Spoleto)
100. Giulio Govoni  (Collegio di Macerata)
101. Carlo Grillenzoni (Collegio di Ferrara)
102. Pietro Guerrini  (elezioni suppletive Collegio di Roma) confermato dall'Assemblea il 27 febbraio
103. Giovanni Pietro Guglielmi  (Collegio di Frosinone)
104. Ignazio Guiccioli (Collegio di Ravenna)
105. Carlo Kambo  (Collegio di Frosinone)
106. Giovanni Battista Laudi nella seduta dell'Assemblea del 15 marzo negò la elezione a deputati della Costituente italiana ai 60 che furono eletti con maggiori voti alla Costituente romana. Dal 18 marzo fece parte della rinnovata Commissione parlamentare delle petizioni
107. Niccola Laurantoni (Collegio di Fermo)
108. Giovita Lazzarini  (Collegio di Ravenna)
109. Ambrogio Leggeri  (Collegio di Frosinone)
110. Gaetano Lizabe Ruffoni
111. Ernesto Locatelli (Collegio di Forlì)
112. Giuseppe Lolli (Collegio della Comarca)
113. Giovan Battista Luciani (Collegio di Viterbo)
114. Giuseppe Maffei (Collegio di Rieti-Poggio Mirteto)
115. Terenzio Mamiani della Rovere  (Collegio di Urbino e Pesaro)
116. Giuseppe Angelo Manni (Collegio di Viterbo)
117. Giacomo Manzoni (Collegio di Ravenna e Collegio di Ferrara)
118. Luigi Marcocci  (Collegio di Frosinone)
119. Antonio Mariani (Collegio di Forlì)
120. Livio Mariani  (Collegio di Roma e Collegio della Comarca)
121. Angelo Marini (Collegio di Perugia)
122. Ubaldo Marioni  (Collegio di (Urbino e Pesaro)
123. Agostino Martori  (Collegio di Perugia)
124. col. Luigi Masi (Collegio di Macerata)
125. Giuseppe Mattioli
126. Agostino Mattoli o Mattioli
127. Carlo Francesco Mayr (Collegio di Ferrara)
128. Giuseppe Mazzini (elezioni suppletive Collegio di Roma) confermato dall'Assemblea il 27 febbraio
129. Paride Mazzoleni (elezioni suppletive): nella seduta dell'Assemblea del 15 marzo negò la elezione a deputati della Costituente italiana ai 60 che furono eletti con maggiori voti alla Costituente romana.
130. Pericle Mazzoleni (Collegio di Ancona)
131. Olimpiade Meloni (Collegio di Roma) la sua elezione è convalidata dall'Assemblea del 27 marzo 1849
132. Pietro Mengozzi; nella seduta dell'Assemblea del 15 marzo negò la elezione a deputati della Costituente italiana ai 60 che furono eletti con maggiori voti alla Costituente romana.
133. Giuseppe Meucci; nella seduta dell'Assemblea del 15 marzo negò la elezione a deputati della Costituente italiana ai 60 che furono eletti con maggiori voti alla Costituente romana. Dal 18 marzo fece parte della rinnovata Commissione delle petizioni
134. Pietro Minucci (Collegio di Fermo)
135. Antonio Monghini di anni 27  (Collegio di Ravenna)
136. Luigi prof. Montanari di Savignano (Collegio di Macerata)
137. Mattia Montecchi (Collegio di Civitavecchia e Collegio di Macerata)
138. Benedetto Monti  (Collegio di Fermo); rinuncia accettata il 20 marzo 1849
139. Coriolano Monti (Collegio di Perugia)
140. Filippo Mordani (Collegio di Ravenna)
141. Giuseppe Mattioli (Collegio di Ravenna)
142. Giambattista Murri Fraccagnani
143. mons. Carlo Emanuele Muzzarelli (Collegio di Roma e Collegio della Comarca)
144. Luigi Novelli (Collegio di Velletri)
145. Clitofonte Onofri (Collegio di Ancona)
146. Felice Orsini (Collegio di Forlì)
147. Sante Palmieri (Collegio di Macerata)
148. Filippo Panichi
149. Arsenio Paolinelli (Collegio di Urbino e Pesaro)
150. Vittorio Pascoli (Collegio di Velletri)
151. Raffaele Pasi  (Collegio di Ravenna)
152. dott. Matteo Pedrini  (Collegio di Bologna)
153. Giovanni Pennacchi (Collegio di Spoleto)
154. Federico Pescantini  (Collegio di Ferrara)
155. Alessandro Pettini (Collegio di Forlì); fu eletto nelle elezioni suppletive, in seguito alla opzione di Beltrami e Fusconi di scegliere altro Collegio; fu confermato deputato dall'Assemblea il 18 marzo 1849)
156. Luigi Pianciani (Collegio di Forlì)
157. avv. Luigi Pianesi   (Collegio di Bologna)
158. Ignazio Piersanti; nella seduta dell'Assemblea del 15 marzo negò la elezione a deputati della Costituente italiana ai 60 che furono eletti con maggiori voti alla Costituente romana.
159. Paolo Pileri  (Collegio di Spoleto)
160. Agabito Pinci ;  fu Commissario della IV Sezione dei deputati; nella seduta dell'Assemblea del 15 marzo negò la elezione a deputati della Costituente italiana ai 60 che furono eletti con maggiori voti alla Costituente romana.
161. Antonio Pironi (Collegio di Ferrara)
162. Benedetto Polidori (Collegio di Viterbo)
163. Corrado cap. Politi (Collegio di Macerata)
164. Carlo Pontani (Collegio di Orvieto)
165. Gherardo Prosperi  (Collegio di Ferrara)
166. Giacomo Prosperi (Collegio di Fermo)
167. Gaetano Pullini (Collegio di Ancona)
168. David Ravogli  (Collegio di Urbino e Pesaro)
169. Oreste Regnoli (Collegio di Orvieto) è  confermato deputato nella sedutadel 25 febbraio 1849
170. Luigi Ripa (Collegio di Forlì)
171. Gaetano Rossi di Crevalcore (Collegio di Bologna)
172. Carlo Rusconi (Collegio di Forlì e Collegio di Bologna) optò per quest'ultima provincia e il suo sostituto a Forlì fu confermato dall'Assemblea nella seduta del 18 marzo 1849.
173. Luigi avv. Rusconi (Collegio di Bologna)
174. Pacifico Sabatini  (Collegio di Ancona)
175. Filippo Sacripanti (Collegio di Spoleto)
176. conte avv. Aurelio Saffi (Collegio di Forlì)
177. Aurelio Saliceti (elezioni suppletive Collegio di Roma) confermato dall'Assemblea il 27 febbraio
178. Antonio Salvadori (Collegio di Urbino e Pesaro)
179. Braccio Salvatori (Collegio di Perugia)
180. Giovanni Francesco Salvatori (Collegio di Fermo)
181. Luigi Salvatori (Collegio di Frosinone)
182. Luigi Salvatori di Senigallia (Collegio di Urbino e Pesaro)
183. Cimone Santarelli  (Collegio di Macerata)
184. Giovanni Saragoni (Collegio di Forlì)
185. dott. Tito Savelli (Collegio di Bologna)
186. Savino Savini (Collegio di Bologna)
187. Felice Scifoni (Collegio di Roma)
188. Antonio Sediari (Collegio di Perugia)
189. Filippo Senesi (Collegio di Perugia)
190. Enrico Serpieri (Collegio di Forlì)
191. Annibale Sforza di Comunanza (Collegio di Ascoli)
192. Mario Simeoni (Collegio di Rieti-Poggio Mirteto)
193. Alberico Spada (Collegio di Urbino e Pesaro)
194. Tommaso Stecchi Cavalieri (Collegio di Ferrara)
195. Pietro Sterbini   (Collegio di Roma, Collegio della Comarca, Collegio di Frosinone)
196. Francesco Sturbinetti (Collegio di Roma)
197. Luigi Tantini; nella seduta dell'Assemblea del 15 marzo negò la elezione a deputati della Costituente italiana ai 60 che furono eletti con maggiori voti alla Costituente romana.
198. Antonio Tassetti (Collegio di Macerata)
199. Filippo Tornaboni  (Collegio di Fermo)
200. Vincenzo Torricelli (Collegio di Forlì)
201. Antonio Tranquilli (Collegio di Ascoli) deceduto il 1º marzo 1949
202. Giuseppe Ignazio Trevisani  (Collegio di Fermo)
203. Filippo Turriziani  (Collegio di Perugia)
204. Filippo Ugolini (Collegio di Urbino e Pesaro)
205. Silvestro Utili (Collegio di Ancona)
206. Vincenzo Valentini nella seduta dell'Assemblea del 15 marzo negò la elezione a deputati della Costituente italiana ai 60 che furono eletti con maggiori voti alla Costituente romana.
207. Candido Augusto Vecchi (Collegio di Ancona)
208. Ippolito Vincentini di anni 29 (Collegio di Rieti-Poggio Mirteto)
209. Sisto Vinciguerra  (Collegio di Frosinone e Collegio di Viterbo)
210. Bonaventura Zacchi (Collegio di Urbino e Pesaro)
211. col. Livio Zambeccari  (Collegio di Bologna)
212. Antonio Zambianchi  (Collegio di Forlì)
213. Benedetto Zampi (Collegio di Macerata)